# Francesco Serlupi-Crescenzi
Francesco Serlupi-Crescenzi, italijanski rimskokatoliški duhovnik, škof in kardinal, * 26. oktober 1755, Rim, † 6. februar 1828.

## Življenjepis
10. marca 1823 je bil povzdignjen v kardinala in imenovan za kardinal-duhovnika S. Prassede.